# 長尾政景
參數所指定的目標頁面不存在，建議更正成存在頁面或直接建立下列一個頁面（建立前請先搜尋是否有合適的存在頁面可以取代）：
- 長尾景廣

長尾政景（1526年－1564年8月11日）是日本戰國時代武將。上田長尾氏的當主。父親是長尾房長。上杉景勝的父親。

## 生平
大永6年（1526年）出生。幼名是新六。相當於長尾景虎（後來的上杉謙信）的遠親。妻子是長尾為景的女兒（景虎的姐姐）仙桃院，在天文6年（1537年）期間成立婚約。
天文16年（1547年），在府中長尾家家中長尾晴景與景虎之間爆發鬥爭，政景靠近晴景一方。因為與上田長尾氏對立的古志長尾氏靠往景虎一側等原因，天文17年（1548年）12月，晴景把家督之位讓予景虎後隱居。
天文19年（1550年），不滿景虎繼任家督並發起謀反，天文20年（1551年），受到景虎猛攻而降伏（坂戶城之戰），以後率領配下的上田眾成為景虎的重臣活動。弘治2年（1556年），景虎突然捨棄家督並出家，經政景說服後放棄出家並復歸。永祿3年（1560年），擔任春日山城的留守居役，立下各種功績。
永祿7年（1564年）7月5日，在居城坂戶城附近的野尻池（有現在的錢淵公園内的水池，或者湯澤町大源太湖兩種説法）溺死。享年38歲。關於此事，有遊舟期間因為酒醉而溺死、被受謙信之命的宇佐美定滿謀殺（『北越軍談』）、被下平吉長謀殺（『穴澤文書』）等諸種説法，但是真相無從得知。根據同船家臣（國分彦五郎）的母親在日後的說法，政景遺骸的肩下有傷痕，因而把彦五郎與該次事件連在一起。
有說法指政景溺死的地方是宇佐美定行（定滿）為城主的野尻城（琵琶島城）中的野尻湖（芙蓉湖）。實際上政景的墓地在野尻湖湖畔，但是因為發生了很多次在墓前落馬的事件，於是後來被移至野尻湖附近的真光寺，現今仍然存在。
在新潟縣南魚沼市的龍言寺（現在移至山形縣米澤市）的跡地中有長尾政景公墓所（道宗塚）。
因為長男義景早逝，次男顯景（後來的上杉景勝）又過繼為謙信的養子而與山内上杉家統合的關係，上田長尾家自身在事實上斷絕。

## 逸話
- 被分配作為家中一門眾的筆頭，但是父親房長經常反叛的行為令家中相當不滿，直到孫子顯景（景勝）一代為止，政景率領的「上田眾」一詞即包含了不太親近的意思。

- 與正室仙桃院的夫婦生活相當圓滿。米澤市常慶院（日语：常慶院）中留有的「長尾政景夫妻像」掛軸，上部有兩人的位牌和仙桃院一族的法名，以及來迎的阿彌陀如來的畫像。在這裡，仙桃院的姿態被畫成俗體的年輕姿態，在政景死後而為仙桃院制作，在御館之亂中失去了很多族人，於是加上法名，以後亦長期被供養。現在因為損壞而沒有被公開觀賞。

## 外部連結
- 武家家伝＿上田長尾氏 （页面存档备份，存于）